# Giovanni Francesco Grossi
Pour les articles homonymes, voir Grossi.
Giovanni Francesco Grossi dit Siface (né à Chiesina Uzzanese le 12 février 1653 et mort le 29 mai 1697 à Malalbergo) est un chanteur castrat d’opéra italien.

## Biographie
Après avoir débuté à Rome au théâtre Tor di Nona, Giovanni Francesco Grossi devient membre de la Chapelle pontificale, puis entre au service de Francesco II d’Este, duc de Modène. En 1678, il chante le rôle de Syphax (Siface) dans Scipione Africano de Francesco Cavalli, et conservera ce surnom de scène.
Il chante à Venise, Rome (pour le théâtre privé de Christine (reine de Suède), Naples. Dans la capitale parthénopéenne, il chante Mithridate dans Pompeo d'Alessandro Scarlatti.
Siface voit sa réputation grandir. En 1687, il passe six mois à Londres où Henry Purcell compose en son honneur une pièce de clavecin Sefanchi’s Farewell. il semble qu'il ne chante que dans un cadre privé et qu'il ne se produit pas à l'opéra. Le succès monte à la tête du chanteur qui multiplie les insolences et les caprices, comme le chantage à la hausse du cachet.
Il avait une voix de soprano forte et timbrée, capable de douceur et de délicatesse.
Sa liaison avec une veuve, la comtesse Elena Forni, dont il se vantait, lui sera fatale. Il est assassiné sur une route non loin de Ferrare sur l’ordre des frères de la veuve.